# 松野靖彦
松野 靖彦（まつの やすひこ、1975年11月16日 - ）は、NHKのチーフアナウンサー。

## 人物
静岡県立浜松北高等学校を経て慶應義塾大学法学部を卒業後、1998年入局。スポーツアナウンサーとして主にBSを中心に活動している。趣味は雑貨店巡り。

## 現在の出演番組・業務
- 宮城県・東北地方のニュース
- 各種スポーツ中継（実況、中継リポート）
- ワルイコあつまれ（Eテレ）「社会の体操選手権」コーナー 実況担当（2022年度 - ）
- アナウンスグループ統括・部長級（2024年5月 - ）
- 仙台局制作番組の編集責任者（2024年5月 - ）

## 過去の出演番組・業務
大阪放送局時代（1度目）
- かんさいニュース1番（スポーツスペクタクル）
- NHKプロ野球
- 関西のニュース

東京アナウンス室時代（2008年度 - 2013年8月）
- 北京オリンピック　体操・陸上競技実況
- PGAツアー2009 それぞれの挑戦（ナレーション・2009年12月28日）
- 2012年ロンドンオリンピック　体操・バレーボール実況
- Nスペ5min.（ナレーション・2013年2月23日）
- バンクーバーオリンピック ラジオ実況
- 2010FIFAワールドカップ
- 第45回・第46回・第47回スーパーボウル実況
- ニュースウオッチ9 廣瀬智美のスポーツキャスター代行（2013年3月19日）
- Jリーグタイム

大阪放送局時代（2度目）（2013年8月 - 2016年8月）
- 第68回甲子園ボウル実況
- 2014 FIFAワールドカップ　実況
- 第49回スーパーボウル実況
- 2015 FIFA女子ワールドカップ実況
- リオデジャネイロオリンピック 体操／トランポリン・サッカー実況

G-Media出向時代（2016年9月 - 2017年3月）
- もういちど!ラジオ NHKアナウンサーとともに ことば力アップ（出演・2017年10月28日）
- MGCマラソングランドチャンピオンシップ〜東京五輪代表選考レース 女子〜（1号車実況、2019年9月15日（TBSテレビ（男子）と共同中継））

東京アナウンス室時代（2度目）（2017年度 - 2023年6月）
- スポーツ統括部長業務
- 東京五輪陸上等の実況

仙台放送局時代（2023年7月 - ）
- 大雨関連特設ニュース（2023年7月16日・全国放送） - 仙台放送局より東北地方の災害状況を伝えた[注釈 1]。
- ニュースいわて845（2023年7月27日・盛岡放送局） - 盛岡放送局への助勤で、ローカルニュースを担当した。
- 天皇杯 JFA 第103回全日本サッカー選手権大会決勝戦 川崎フロンターレ対柏レイソル　実況
- パリ五輪閉会式実況